# El edificio de los chilenos
El edificio de los chilenos è un film documentario del 2011, diretto dalla regista cilena Macarena Aguilò.

## Trama
Alla fine degli anni settanta, i militanti del Movimiento de Izquierda Revolucionaria (MIR) esiliati in Europa tornarono in Cile per lottare clandestinamente contro la dittatura. Molti di loro avevano figli che non poterono portare con sé.
Per quei bambini nacque il Progetto Hogares, uno spazio di vita comunitaria che riunì oltre sessanta figli di militanti accuditi da venti adulti, chiamati Padres Sociales. Nel film, che ritrae la tragedia di un periodo storico ricorrendo anche all'animazione, la regista racconta in prima persona la sua drammatica esperienza.

## Riconoscimenti
- International Leipzig Festival for Documentary and Animated Film 2010
  - Menzione d'onore
- ChileReality Festival de Cine Documental de Chillán 2010
  - Miglior documentario
- Festival Internacional del Nuevo Cine Latinoamericano de La Habana 2010
  - Second Coral Award